# Heart of Gold (píseň)
„Heart of Gold“ je píseň kanadského hudebníka Neila Younga. Vydána byla na jeho čtvrtém albu Harvest v roce 1972. Rovněž byla vydána jako singl, na jehož druhé straně se nacházela píseň „Sugar Mountain“. Singl se umístil na první příčce hitparády Billboard Hot 100, což se nepodařilo žádnému jinému Youngovu singlu.

## Coververze
zpěváci
- Tori Amos
- Bela B.
- Charles Bradley
- Jimmy Buffett
- Johnny Cash
- Carla Cook
- Sheryl Crow
- Bettye LaVette
- Richard Lloyd
- Dave Matthews
- Willie Nelson
- Zakk Wylde

skupiny
- Boney M.
- James Last Orchestra
- Matchbox Twenty
- Rockapella
- Roxette
- Stereophonics

### České verze
- ASPM, později Petr Kalandra & Blues Session, s textem Vladimíra Kose pod názvem Dětské šaty (LP Hotel Štístko blues 1989 a CD Petr Kalandra & Blues Session 1993)
- Jiří Schelinger s textem Františka Ringo Čecha pod názvem Pojď (1975)